# Silk Sonic
Silk Sonic é um supergrupo estadunidense de R&B composto por Anderson .Paak e Bruno Mars. Seu primeiro single, "Leave the Door Open", foi lançado em março de 2021. O álbum de estreia, intitulado An Evening with Silk Sonic, foi lançado em 2021.

## História
Em 2017, Anderson .Paak foi ato de abertura de Bruno Mars na etapa europeia da 24K Magic World Tour. Em abril, Mars e Paak trabalharam juntos no Abbey Road Studios, em Londres, com Nile Rodgers e Guy Lawrence para o álbum It’s About Time, de Chic, e trabalharam em canções durante a turnê que apareceu no álbum Ventura de Paak.
Em 26 de fevereiro de 2021, Mars anunciou a banda dizendo: "Silk Sonic trancado e fez um álbum". Em um comunicado à imprensa, eles disseram que a banda foi nomeada por Bootsy Collins depois que ele ouviu o álbum. "Leave the Door Open", o primeiro single de seu futuro álbum, foi lançado em 5 de março, junto com "Intro", apresentado por Collins. A banda fez sua estreia na televisão no 63º Grammy Awards apresentando o single, junto com um tributo a Little Richard consistindo em "Long Tall Sally" e "Good Golly, Miss Molly".

## Discografia

### Álbuns de estúdio
| Álbum                      | Detalhes                                               |
| -------------------------- | ------------------------------------------------------ |
| An Evening with Silk Sonic | - Lançamento: 2021 - Gravadora(s): Atlantic, Aftermath |

### Singles
| Ano  | Canção                | Posições nas tabelas musicais | Posições nas tabelas musicais | Posições nas tabelas musicais | Posições nas tabelas musicais | Posições nas tabelas musicais | Posições nas tabelas musicais | Posições nas tabelas musicais | Posições nas tabelas musicais | Certificações                             | Álbum                      |
| Ano  | Canção                | EUA                           | AUS                           | CAN                           | IRL                           | NOR                           | NZL                           | SUE                           | UK                            | Certificações                             | Álbum                      |
| ---- | --------------------- | ----------------------------- | ----------------------------- | ----------------------------- | ----------------------------- | ----------------------------- | ----------------------------- | ----------------------------- | ----------------------------- | ----------------------------------------- | -------------------------- |
| 2021 | "Leave the Door Open" | 1                             | 10                            | 9                             | 18                            | 21                            | 1                             | 38                            | 20                            | - : Platina - : Ouro - : Platina - : Ouro | An Evening with Silk Sonic |
| 2021 | "Skate"               | —                             | —                             | —                             | —                             | —                             | —                             | —                             | —                             |                                           | An Evening with Silk Sonic |

### Outras canções que entraram nas tabelas
| Ano  | Canção             | Posições nas tabelas musicais | Álbum                      |
| Ano  | Canção             | NZL Hot                       | Álbum                      |
| ---- | ------------------ | ----------------------------- | -------------------------- |
| 2021 | "Silk Sonic Intro" | 34                            | An Evening with Silk Sonic |